# Mallobathra angusta
Mallobathra angusta är en fjärilsart som beskrevs av Alfred Philpott 1928. Mallobathra angusta ingår i släktet Mallobathra och familjen säckspinnare. Inga underarter finns listade i Catalogue of Life.